# The Bella Twins
Brianna Monique Garcia  a Stephanie Nicole Garcia (* 21. listopadu 1983) jsou dvojčata a americké profesionální wrestlerky. Jsou wrestlingový tým pod jmény Brie Bella a Nikki Bella, souhrnně označované jako The Bella Twins. Nejvíce známé jsou pro svoje působení ve WWE v letech 2008–2015. Brie je bývalá šampionka. Nikki je také bývalou šampionkou s nejdelším držením titulu po dobu 301 dní (o 4 dny více než AJ Lee). O svůj titul přišla ve prospěch Charlotte. 

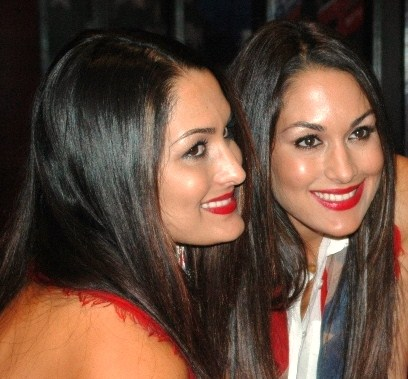
Brie a Nikki Bella na akci Tribute to the Troops v roce 2011

Předtím, než byla dvojčata přemístěna do hlavního rosteru WWE, zápasily Bellas ve Florida Championship Wrestling kde byly cvičeny Tomem Prichardem. Brie debutovala ve SmackDownu v srpnu 2008. Debutovala jako první, později se však přišlo na to, že Nikki byla vždy pod ringem a když už Brie neměla síly, její sestra jí pomohla tak, že se vyměnily. Od té doby zápasili jako tým. V listopadu 2008 měly vztah s bratry The Colóns (Carlito a Primo). Později sestry chodily s Johnem Morrisonem a The Mizem a na začátku roku 2009 i s Danielem Bryanem. V dubnu 2011 Brie porazila Eve Torres a získala tak Divas titul a 23. dubna 2012 Nikki porazila Beth Phoenix a vyhrála ten samý titul. V roce 2012 ho ztratila nad Laylou v show extreme rules. V únoru 2016 v show "Dobré ráno Ameriko" Brie Bella oznámila, že skončí svou kariéru wrestlerky. A to proto, že se svým manželem Danielem Bryanem už dlouhodobě touží po dětech. Ten samý rok si její sestra Nikki Bella poranila záda a musela podstoupit operaci. Vrátit by se měla po Wrestlemanii 32.

## Dětství a kariéra
Brianna a Nicole Garcia se narodily v Scottsdale, Arizona a vyrůstaly v San Diegu v Kalifornii. Pochází z rodiny mexického a italského původu. Až do vysoké školy hrály fotbal a potom začaly s modelingem, herectvím a propagační prací. Svoje první televizní vystoupení udělaly v reality show od Fox jménem Meet My Folks. Na základě této show byly sestry pozvány aby se staly "World Cup Twins for Budweiser" a byly vyfoceny jak drží pohár World Cup. V roce 2006 se účastnily soutěže Diva Search, ale byly vyřazeny mezi prvními. Dvojčata se objevila také v hudebním videoklipu od Atreyu, "Right Side of the Bed".

## Ve wrestlingu
Zakončovací chvaty
- Bella Buster (Brie Bella)
- Rack Attack
- Fearless punch (Nikki bella)
- Brie mode (knee smash Brie bella)
- Yes lock) Brie bella)

Ostatní chvaty
- Snap Spinning Neckbreaker
- Jumping snapmare
- Springboard arm drag
- Monkey flip
- Armbar
- Diving crossbody) Bella twins)
- Slap
- diving dropkick) Brie bella)
- Headscissors takedown) Nikki bella)

Jako manažerky
- Carlito a Primo
- John Morrison a The Miz
- Daniel Bryan

Theme Song
1. "Feel My Body" od Jima Johnstona (2007–2009)
2. "You Can Look (But You Can't Touch)" od Kim Sozzi a Jima Johnstona (2009–současnost) Nikki bella

3 "Beautiful Life) Brie bella 

## Ocenění
- Nikki bella 2 time Divas champion 2015
- Brie bella 1 time Divas champion 2011
- Diva of the year Brie Nikki 2013, Nikki 2015